# Inocybe impexa
Inocybe impexa är en svampart som först beskrevs av Wilhelm Gottfried Lasch, och fick sitt nu gällande namn av Kuyper 1986. Inocybe impexa ingår i släktet Inocybe och familjen Inocybaceae.   Inga underarter finns listade i Catalogue of Life.